# Caio Henrique
Caio Henrique Oliveira Silva, né le 31 juillet 1997 à Santos, plus connu sous le nom de Caio Henrique ou simplement Caio, est un footballeur international brésilien qui joue pour l’AS Monaco, au poste de milieu de terrain ou arrière gauche.

## Carrière

### En club
Né à Santos, Caio rejoint les jeunes du Santos FC en 2008, à l'âge de dix ans. Le 1er février 2016, il est vendu à l'Atlético Madrid, son contrat étant sur le point d'expirer,. 
Caio est promu dans la réserve du club madrilène pour la campagne 2016-2017, mais passe toute la pré-saison avec l'équipe principale. Il fait ses débuts avec la reserve le 28 août 2016, titularisé lors de la victoire à l'extérieur en Tercera División 1-0 contre le Fútbol Alcobendas Sport. 
Il fait ses débuts professionnels le 30 novembre 2016, titulaire pour le 6-0 en Copa del Rey à l'extérieur contre le CD Guijuelo.  

#### Prêts successifs au Brésil
Le 3 avril 2018, Caio rentre dans son pays natal après avoir accepté un contrat de prêt avec Paraná en Série A, jusqu'en décembre. L'année suivante il continue à jouer en Série A, cette fois en prêt avec Fluminense.

#### AS Monaco (depuis 2020)
Le 27 août 2020, Henrique est transféré à l'AS Monaco pour huit millions d'euros, signant un contrat de cinq ans avec le club de la principauté. Le 15 janvier 2021, il adresse une passe décisive du pied droit pour son capitaine Wissam Ben Yedder qui marque de la tête sur le terrain du Montpellier Hérault SC. Lors de la 22ème journée, il adresse une nouvelle passe décisive pour Kevin Volland d'une subtile louche sur le terrain du FC Nantes.
Sa saison est une telle réussite qu'il suscite même l'intérêt du Paris-Saint-Germain et du FC Barcelone pendant le mercato, malgré cela, il décide de rester en Principauté.
Le 6 août 2021, en ouverture de la saison 2021-2022, il adresse une passe décisive pour Gelson Martins qui marque le premier but en Ligue 1. Le 26 septembre, il offre deux passes décisives à son capitaine Wissam Ben Yedder et à Kevin Volland, pour une victoire monégasque 3-1 sur le terrain du Clermont Foot. Il offre une nouvelle fois deux passes décisives en plein match et participe grandement à la victoire 2-1 sur le terrain du PSV Eindhoven pour le compte de la 3ème journée de la phase de groupe de la Ligue Europa 2021-2022. Il réalise un match plein contre le Montpellier HSC lors de la 11ème journée de Ligue 1 en adressant une passe décisive pour Kevin Volland en début de match et en étant à l'origine du troisième but monégasque de Gelson Martins en étant l'auteur du tir repoussé par le gardien montpelliérain. Il marque son premier but en France lors de la victoire 4-0 contre le Clermont Foot 63 du pied droit et il offre aussi une passe décisive lors de ce même match le 16 janvier 2022. Le 3 avril 2022, il donne sa dixième passe décisive de la saison et participe activement à la victoire 2-1 de son équipe contre le FC Metz. Le 10 avril 2022, il marque un coup franc direct contre l'ESTAC, le premier pour un joueur monégasque depuis plus d'un an. Le 24 avril, il offre une nouvelle passe décisive pour son capitaine dans le chaudron de l'AS Saint-Etienne.
Le 11 septembre 2022, il est l'auteur d'un excellent match avec un doublé à la passe contre l'Olympique Lyonnais. Le 2 octobre 2022, il marque un but contre son camp lors de la victoire 4-1 contre le FC Nantes au stade Louis-II. Le 9 octobre, il offre une passe décisive à Myron Boadu sur le terrain du MHSC. Le 23 octobre, il marque d'un coup franc qui surprend le gardien adverse lors de la défaite de son équipe sur le terrain du Lille OSC sur le score de 4-3. Le 1er février il délivre une nouvelle passe décisive pour le jeune Eliesse Ben Seghir contre l'AJ Auxerre. Cinq jours plus tard, sur le terrain du Clermont Foot 63, il offre une nouvelle passe décisive pour la tête de Guillermo Maripan. Il inscrit un doublé de passes décisives sur le terrain du FC Nantes qui se termine par un match nul 2-2. 
Lors de la 2e journée de Ligue 1 de la saison 2023-2024, il effectue un merveilleux centre de son pied gauche pour le 2e but monégasque contre le RC Strasbourg. Le 25 août 2023, du pied droit, il donne une nouvelle passe décisive pour la tête de Takumi Minamino sur le terrain du FC Nantes et participe au match nul prolifique 3-3. Malgré cela, il est laxiste sur son marquage sur le troisième but nantais. Tout fraîchement appelé en équipe nationale du Brésil, il fête cet évènement en offrant deux passes décisives sur corner contre le RC Lens. 
Lors de la 20ème journée de Ligue 1, il réalise une passe décisive pour son coéquipier en attaque Mika Biereth lors de la victoire 4-2 contre l'AJ Auxerre. Le 28 février 2025, il réalise une nouvelle passe décisive pour Mika Biereth, cette fois du pied droit pour ouvrir le score contre le Stade de Reims.

### En sélection
International avec les moins de 20 ans, Caio est notamment capitaine de la sélection brésilienne lors du tournoi sud-américain 2017. 
Le 18 août 2023, Henrique est appelé pour la première fois en équipe nationale du Brésil par Fernando Diniz pour les deux premiers matchs des éliminatoires de la Coupe du monde 2026 contre la Bolivie et le Pérou, cette convocation récompensant ses performances constantes avec l'AS Monaco. Il honore sa première sélection le 8 septembre suivant, remplaçant Renan Lodi à la 71e minute d'un succès 5-1 aux dépens de la Bolivie lors de la première journée des éliminatoires,.

## Statistiques

### Générales
| Saison                | Club                  | Championnat           | Championnat | Championnat | Championnat | Coupe nationale | Coupe nationale | Coupe nationale | Coupe de la Ligue | Coupe de la Ligue | Coupe de la Ligue | Supercoupe | Supercoupe | Supercoupe | Compétition(s) continentale(s) | Compétition(s) continentale(s) | Compétition(s) continentale(s) | Compétition(s) continentale(s) | Ligue régionale | Ligue régionale | Ligue régionale | Total | Total | Total |
| Saison                | Club                  | Division              | M.          | B.          | P.d.        | M.              | B.              | P.d.            | M.                | B.                | P.d.              | M.         | B.         | P.d.       | Comp.                          | M.                             | B.                             | P.d.                           | M.              | B.              | P.d.            | M.    | B.    | P.d.  |
| 2016-2017             | Atletico Madrid       | Liga                  | -           | -           | -           | 1               | 0               | 0               | -                 | -                 | -                 | -          | -          | -          | -                              | -                              | -                              | -                              | -               | -               | -               | 1     | 0     | 0     |
| 2018                  | Paraná Clube (prêt)   | Série A               | 27          | 0           | 3           | -               | -               | -               | -                 | -                 | -                 | -          | -          | -          | -                              | -                              | -                              | -                              | -               | -               | -               | 27    | 0     | 3     |
| 2019                  | Fluminense (prêt)     | Série A               | 35          | 1           | 2           | 8               | 0               | 0               | -                 | -                 | -                 | -          | -          | -          | CS                             | 8                              | 0                              | 1                              | 14              | 1               | 0               | 65    | 2     | 3     |
| 2020                  | Grêmio (prêt)         | Série A               | -           | -           | -           | -               | -               | -               | -                 | -                 | -                 | -          | -          | -          | CL                             | 2                              | 0                              | 0                              | 3               | 0               | 0               | 5     | 0     | 0     |
| 2020-2021             | AS Monaco             | Ligue 1               | 31          | 0           | 5           | 5               | 0               | 0               | -                 | -                 | -                 | -          | -          | -          | -                              | -                              | -                              | -                              | -               | -               | -               | 36    | 0     | 5     |
| 2021-2022             | AS Monaco             | Ligue 1               | 34          | 2           | 8           | 3               | 0               | 1               | -                 | -                 | -                 | -          | -          | -          | C1+C3                          | 4+8                            | 0+0                            | 1+2                            | -               | -               | -               | 49    | 2     | 12    |
| 2022-2023             | AS Monaco             | Ligue 1               | 35          | 1           | 9           | 1               | 0               | 0               | -                 | -                 | -                 | -          | -          | -          | C1+C3                          | 1+8                            | 0+0                            | 0+1                            | -               | -               | -               | 45    | 1     | 10    |
| 2023-2024             | AS Monaco             | Ligue 1               | 9           | 0           | 5           | 0               | 0               | 0               | -                 | -                 | -                 | -          | -          | -          | -                              | -                              | -                              | -                              | -               | -               | -               | 9     | 0     | 5     |
| 2024-2025             | AS Monaco             | Ligue 1               | 27          | 0           | 6           | 2               | 0               | 0               | -                 | -                 | -                 | 1          | 0          | 0          | C1                             | 8                              | 0                              | 0                              | -               | -               | -               | 38    | 0     | 6     |
| 2025-2026             | AS Monaco             | Ligue 1               | 1           | 0           | 0           | 0               | 0               | 0               | -                 | -                 | -                 | 0          | 0          | 0          | C1                             | 0                              | 0                              | 0                              | -               | -               | -               | 1     | 0     | 0     |
| Sous-total            | Sous-total            | Sous-total            | 137         | 3           | 33          | 11              | 0               | 1               | 0                 | 0                 | 0                 | 1          | 0          | 0          | -                              | 29                             | 0                              | 4                              | -               | -               | -               | 178   | 3     | 38    |
| Total sur la carrière | Total sur la carrière | Total sur la carrière | 199         | 4           | 39          | 20              | 0               | 1               | 0                 | 0                 | 0                 | 1          | 0          | 0          | -                              | 39                             | 0                              | 4                              | 17              | 1               | 0               | 276   | 5     | 44    |

### En sélection
| Saison    | Sélection | Phases finales | Phases finales | Phases finales | Phases finales | Éliminatoires | Éliminatoires | Éliminatoires | Éliminatoires | Amicaux | Amicaux | Amicaux | Total | Total | Total |
| Saison    | Sélection | Comp.          | M.             | B.             | P.d.           | Comp.         | M.            | B.            | P.d.          | M.      | B.      | P.d.    | M.    | B.    | P.d.  |
| --------- | --------- | -------------- | -------------- | -------------- | -------------- | ------------- | ------------- | ------------- | ------------- | ------- | ------- | ------- | ----- | ----- | ----- |
| 2023-2024 | Brésil    | -              | -              | -              | -              | CdM 2026      | 1             | 0             | 0             | -       | -       | -       | 1     | 0     | 0     |

| Détails des matchs internationaux de Caio Henrique | Détails des matchs internationaux de Caio Henrique | Détails des matchs internationaux de Caio Henrique | Détails des matchs internationaux de Caio Henrique | Détails des matchs internationaux de Caio Henrique | Détails des matchs internationaux de Caio Henrique | Détails des matchs internationaux de Caio Henrique | Détails des matchs internationaux de Caio Henrique | Détails des matchs internationaux de Caio Henrique |
| #                                                  | Date                                               | Lieu                                               | Adversaire                                         | Score                                              | Compétition                                        | Statut                                             | Performances                                       | Performances                                       |
| #                                                  | Date                                               | Lieu                                               | Adversaire                                         | Score                                              | Compétition                                        | Statut                                             | But(s)                                             | Passe(s)                                           |
| -------------------------------------------------- | -------------------------------------------------- | -------------------------------------------------- | -------------------------------------------------- | -------------------------------------------------- | -------------------------------------------------- | -------------------------------------------------- | -------------------------------------------------- | -------------------------------------------------- |
| 1                                                  | 8 septembre 2023                                   | Mangueirão, Belém (Brésil)                         | Bolivie                                            | 5 - 1                                              | Éliminatoires de la Coupe du monde 2026            | Remplaçant ( 71e Renan Lodi)                       |                                                    |                                                    |

## Palmarès
Avec l'AS Monaco, Henrique est finaliste de la Coupe de France en 2021, vice-champion de France en 2024 et finaliste du Trophée des Champions en 2024.
| AS Monaco |
| --- |
| - Championnat de France : - Vice-champion : 2024. - Coupe de France : - Finaliste : 2021 - Trophée des Champions - Finaliste : 2024. |